# Gouvernement révolutionnaire des forces armées du Pérou
 (février 2024).
Si vous disposez d'ouvrages ou d'articles de référence ou si vous connaissez des sites web de qualité traitant du thème abordé ici, merci de compléter l'article en donnant les références utiles à sa vérifiabilité et en les liant à la section « Notes et références ».
1968–1980
Le gouvernement révolutionnaire des forces armées était une dictature militaire qui a gouverné le Pérou de 1968 à 1980 après un coup d'État réussi des forces armées du Pérou.
La junte révolutionnaire dirigée par Juan Velasco Alvarado, le nomme chef de facto du gouvernement, qui promeut le nationalisme révolutionnaire et qui laisse un profond impact dans le pays.
Parmi les politiques promues figurent la promulgation d' une réforme agraire, la reconnaissance officielle du Quechua, une augmentation des droits des travailleurs et l'autonomisation des syndicats de travailleurs et des indigènes péruvien. Mais d'autres mesures, comme la nationalisation des ressources naturelles et l'expropriation des entreprises et des médias, génèrent une grave crise économique et provoquent l'isolement international du pays.
En réponse à cette situation, Alvarado est renversé en 1975 par son premier ministre Francisco Morales Bermúdez qui prend le pouvoir pour annuler les mesures de tendance socialiste prises par Velasco. En 1978, le nouveau gouvernement convoque une Assemblée constituante, qui promulgue une nouvelle constitution en 1979, et organise des élections en 1980. Le régime militaire en place depuis douze ans prend alors fin et Fernando Belaúnde est amené au pouvoir.

## Arrière-plan
La première phase de la dictature, appelée Gouvernement révolutionnaire des forces armées, commence avec la présidence de facto du commandant général de l'armée, le général de division Juan Velasco Alvarado, qui renverse le président Fernando Belaúnde par un coup d'État, le 3 octobre 1968. Le coup d'État est suivi d'un siège du complexe pétrolier de La Brea y Pariñas le 9 octobre, qui aide le nouveau gouvernement à consolider son pouvoir dans le pays.
L'administration d'Alvarado exprime son désir de rendre justice aux pauvres à travers un régime de nationalisation connu sous le nom de Peruanismo. Le régime de Velasco est caractérisé par des politiques de gauche, qui visent à créer une industrie nationale forte pour accroître l'indépendance internationale du Pérou. À cette fin, il nationalise des industries, exproprie des entreprises dans un large éventail d’activités allant de la pêche à l’exploitation minière, en passant par les télécommunications et la production d’électricité, et les regroupe en entités gouvernementales centrées sur une seule industrie et un contrôle accru du gouvernement sur l’activité économique en faisant de ces entités des monopoles et en décourageant l’activité privée dans ces secteurs. La plupart des réformes sont planifiées par des intellectuels de gauche de l’époque, et certaines d’entre elles parviennent à améliorer la qualité de vie des Péruviens.
Alvaro considère la révolution comme une révolution opposée à la fois au capitalisme et au communisme, déclarant dans un discours de 1970 que :

« ni le point de départ conceptuel, ni le processus de notre développement révolutionnaire, ni l'objectif final de la Révolution n'obéissent aux moules traditionnels des systèmes capitalistes ou communistes. Le communisme et le capitalisme ne sont pas les modèles de notre révolution nationaliste. L’ordre traditionnel contre lequel notre Révolution s’est insurgée était un ordre capitaliste et nous connaissons très bien les racines profondes de l’injustice qu’il contient car c’est précisément le système sous l’égide duquel nous sommes devenus une nation dépendante et sous-développée. Mais s'il est vrai que le système capitaliste, aujourd'hui durement critiqué également par l'Église catholique, se prête à des objections insurmontables d'ordre économique, éthique et social, de notre point de vue, le communisme est également invalide pour la réalité du Pérou et inacceptable. pour les objectifs humanistes de notre Révolution. »

En 1971, le pays a célébré son 150e anniversaire depuis son indépendance . En conséquence, le gouvernement révolutionnaire a créé la Commission nationale pour le cent cinquantenaire de l'indépendance du Pérou (espagnol : Comisión Nacional del Sesquicentenario de la Independencia del Perú (CNSIP)) pour gérer les célébrations,.
La réforme éducative de 1972 prévoyait un enseignement bilingue pour les peuples autochtones des Andes et de l'Amazonie, qui représentaient près de la moitié de la population. En 1975, le gouvernement Velasco a promulgué une loi faisant du quechua une langue officielle du Pérou, au même titre que l'espagnol. Ainsi, le Pérou fut le premier pays d’Amérique latine à officialiser une langue autochtone. Cependant, cette loi n’a jamais été appliquée et a cessé d’être valide lorsque la constitution de 1979 est entrée en vigueur, selon laquelle les Quechua et Aymara ne sont officiels que là où ils prédominent, comme l’exige la loi – une loi qui n’a jamais été promulguée.
Le 5 février 1975, une grève de la police a provoqué des émeutes et des pillages dans le centre historique de Lima, ce qui a provoqué une augmentation massive de la criminalité et des troubles généraux dans la capitale et a précipité la chute de Velasco. Cet événement sera plus tard connu sous le nom de Limazo . Quelques mois plus tard, eut lieu le Tacnazo , un coup d'État par lequel le général Francisco Morales Bermúdez devint de facto président le 29 août 1975, marquant le début de la deuxième phase du gouvernement révolutionnaire.

## Seconde phase
Velasco Alvarado a été renversé en 1975 par son premier ministre Francisco Morales Bermúdez, qui a renversé de nombreuses réformes pro-socialistes de Velasco Alvarado et a rejoint l'Opération Condor. Son gouvernement a réprimé les protestations provoquées par l’inflation.
L'administration Morales Bermudez a considéré un pays plongé dans une grave crise économique après les réformes de Velasco. L’économie n’a pas réussi à s’améliorer dans un contexte d’inflation et de récession croissantes, ainsi que de chômage croissant. Cette situation a conduit à un fort mécontentement social, où de nombreux membres de la classe ouvrière, en particulier les plus proches des syndicats, en sont venus à voir dans chaque action gouvernementale un renversement de la révolution militaire vers la soumission au Fonds monétaire international, car il s'est avéré incapable de continuer avec le programme initial du gouvernement militaire de gauche, en poursuivant plutôt le programme de Morales Bermudez, comme le remplacement du plan Inca par le plan Tupac Amaru.
Deux grèves générales ont été déclenchées par des syndicats tels que la Confédération générale des travailleurs du Pérou en raison du mécontentement social. La première grève a eu lieu le 19 juillet 1977, dont l'objectif était d'exiger une amélioration de la situation de l'emploi et des salaires, et la seconde en mai de l'année suivante, avec un cahier de revendications plus large.
Morales Bermudez a été contraint de convoquer une Assemblée constitutionnelle dirigée par Víctor Raúl Haya de la Torre et de nouvelles élections . Le gouvernement révolutionnaire a pris fin après la réélection de Fernando Belaunde.
À la fin de la dictature militaire, les problèmes croissants de paiement de la dette extérieure et l'inefficacité de l'administration de l'État ont conduit à l'apparition de symptômes de crise économique et à l'incubation de problèmes sociaux qui allaient s'aggraver dans les années suivantes.

## Relations étrangères
En politique étrangère, contrairement à ses contemporains latino-américains des années 1970, qui étaient pour la plupart des dictatures militaires de droite, Velasco a poursuivi un partenariat avec les pays socialistes, à commencer par la Tchécoslovaquie et la Yougoslavie. En 1969, il établit des relations chaleureuses avec le bloc soviétique, resserrant ses relations avec Cuba et Fidel Castro ainsi qu'avec la Roumanie et Nicolae Ceaușescu et entreprenant d'importants achats de matériel militaire soviétique.
Velasco a été grandement influencé par les politiques d' autogestion de la Yougoslavie socialiste et a travaillé avec l'économiste yougoslave Edvard Kardelj pour aider à mettre en œuvre des politiques similaires au Pérou. La Yougoslavie a aidé la junte financièrement et diplomatiquement, et les deux nations sont restées de proches alliées.
Les relations entre le Pérou et le Chili étaient tendues, car on pensait que l'un des principaux objectifs de Juan Velasco Alvarado était de reconquérir militairement les terres perdues par le Pérou au profit du Chili lors de la guerre du Pacifique.
Les relations entre les États-Unis et le Pérou sont tendues, voire hostiles, dès la prise du pouvoir par le général Velasco et sa junte. Cela était dû à la politique de tendance socialiste du gouvernement, mais aussi à la conviction du public péruvien que les États-Unis favorisaient généralement d'abord les autres nations, comme le Chili dans le contexte de leur conflit territorial (en dépit de leur soutien aux Pérou dans le différend Tarata), ou encore la Colombie, dans le cadre de la médiation des États-Unis en faveur du traité Salomon-Lozano afin de dédommager le pays de sa perte du Panama.